# Distanciamento entre irmãos
Distanciamento entre irmãos ou alienação entre irmãos é o rompimento das relações entre irmãos que resulta na falta de comunicação ou na completa evitação mútua. É um fenômeno que pode ocorrer em famílias por diversas razões, tais como conflitos não resolvidos, diferenças de personalidade, distância ou eventos da vida. Semelhante ao estranhamento familiar, o distanciamento entre irmãos também está associado a eventos familiares disruptivos, como o divórcio dos pais ou a morte de um membro da família. Inclui o distanciamento emocional e físico entre os irmãos. Trata-se de um processo voluntário e intencional no qual pelo menos um irmão cria ou mantém distância do outro, desencadeado por uma relação negativa entre eles. Pode ocorrer em diferentes idades, sendo que, na maioria dos casos, acontece durante a idade adulta.

## Causas contribuintes

### Dinâmicas da infância
A alienação entre irmãos pode ser significativamente influenciada pelas dinâmicas da infância, tais como a rivalidade entre irmãos e o favoritismo parental. Irmãos que experimentaram muita rivalidade, ressentimento e conflito na infância têm mais probabilidade de ter relações conturbadas na vida adulta. O favoritismo parental pode agravar essa situação, causando ressentimento e intensificando o conflito entre irmãos.

### Diferenças de personalidade
O estranhamento entre irmãos pode resultar de diferenças de personalidade, estilos de apego, preferências de comunicação e experiências de vida, entre outras distinções pessoais. Algumas características de personalidade, como o neuroticismo ou a extroversão, tornam as pessoas mais ou menos propensas a vivenciar o estranhamento entre irmãos. A Teoria do apego sugere que as interações precoces com os cuidadores podem moldar o estilo de apego de uma pessoa, o que, por sua vez, pode impactar suas relações na idade adulta. Indivíduos com padrões de apego inseguros são mais propensos a vivenciar a alienação entre irmãos nesse contexto. As relações entre irmãos podem ser afetadas por diferenças nos métodos de comunicação, tais como técnicas de resolução de conflitos ou a capacidade de revelar informações pessoais. Conflitos de personalidade podem resultar em desentendimentos, que são uma causa frequente de estranhamento.

### Eventos da vida
O estranhamento entre irmãos pode ser significativamente influenciado por eventos da vida. A capacidade de um indivíduo de manter relações com seus irmãos pode ser afetada por uma variedade de circunstâncias, incluindo a morte de um pai ou de um irmão, eventos traumáticos ou abusivos e problemas de saúde mental. Por exemplo, um irmão que tenha sofrido abuso pode ter dificuldade em confiar no outro ou sentir-se seguro em sua presença, o que pode resultar em alienação. A incidência e a duração do estranhamento podem ser influenciadas pela gravidade e pelo momento desses acontecimentos. Os eventos da vida são apenas um dos vários fatores que podem contribuir para o estranhamento entre irmãos, e seu papel exato pode variar conforme as circunstâncias específicas de cada caso.

### Falha na comunicação
Uma comunicação eficaz é essencial para manter relações saudáveis entre irmãos. Uma comunicação deficiente, mal-entendidos e conflitos nos estilos de comunicação podem criar barreiras que dificultam a conexão e a manutenção de um vínculo forte entre os irmãos. Em alguns casos, os irmãos podem até evitar a comunicação por completo, levando ao rompimento da relação. A importância da comunicação nas relações entre irmãos possibilita o desenvolvimento do estranhamento.

### Trauma ou abuso
Qualquer forma de abuso sexual, emocional ou abuso físico que ocorra entre irmãos é referida como abuso entre irmãos. Isso pode envolver ações destrutivas, como bullying, agressão física e abuso verbal. Os impactos do abuso entre irmãos podem perdurar por toda a vida dos afetados, aumentando sua vulnerabilidade a transtornos de saúde mental e problemas nas relações interpessoais.

### Doença mental/ uso de substâncias
Problemas de saúde mental e abuso de substâncias podem contribuir para o estranhamento entre irmãos de diferentes maneiras. Por exemplo, um irmão pode se afastar de outro que esteja enfrentando vício ou doença mental. Alguns indivíduos podem utilizar o estranhamento como forma de lidar com seus próprios problemas de saúde mental ou de uso de substâncias. Isso pode ser desencadeado pelo estresse de lidar com a situação ou por preocupações sobre como isso afetará outros membros da família. Questões de saúde mental também podem afetar a capacidade dos irmãos de se comunicarem de forma eficaz, levando a mal-entendidos e conflitos que podem afastá-los. O próprio estranhamento entre irmãos pode ser desafiador e levar a problemas subsequentes de saúde mental e abuso de substâncias.

### Fatores genéticos
A relação genética foi estabelecida como um fator de risco significativo, apesar do impacto da coabitação na infância ter grande influência em sua relevância. Irmãos completos têm menor probabilidade de vivenciar o estranhamento do que meio-irmãos e irmãos por afinidade que viveram juntos por pelo menos metade de sua criação. Irmãos não biológicos que tiveram pouca ou nenhuma história de coabitação na infância têm maior probabilidade do que outros de se tornarem distantes uns dos outros.
Determinadas predisposições genéticas, como o temperamento ou traços de personalidade, afetam a forma como os irmãos interagem entre si e sua capacidade de resolver conflitos. Transtornos ou condições genéticos hereditários podem aumentar a probabilidade de estranhamento entre irmãos. Isso pode ocorrer devido aos diversos desafios e estressores associados ao manejo da condição, o que pode impactar a relação entre os irmãos.
Nem todos os irmãos que enfrentam uma das causas mencionadas acabarão, inevitavelmente, se distanciando uns dos outros. Algumas pessoas podem ser capazes de resolver esses problemas e continuar a ter conexões íntimas, enquanto outras não.

## Sintomas
O estranhamento entre irmãos pode ter consequências de longo prazo para a saúde mental do indivíduo afetado. Se não for tratado, também pode ter implicações a longo prazo para os filhos dos indivíduos afastados, bem como para seus netos.
O estranhamento pode se manifestar gradualmente ao longo do tempo, na forma de uma redução na comunicação até que o irmão que se distancia interrompa completamente o contato, ou pode ocorrer um corte repentino de toda comunicação.
Devido à falta de comunicação e ao ressentimento mútuo, é muito provável que um ou ambos os irmãos enfrentem problemas de saúde mental. Esses transtornos podem apresentar sintomas que variam desde a depressão até transtornos alimentares, ansiedade e até mesmo abuso de substâncias.
A família é um vínculo íntimo que a pessoa possui desde o nascimento, e por isso é emocionalmente devastador quando o contato com um ou mais membros familiares é interrompido. Isso pode levar a episódios de tristeza prolongada e a um sentimento de desmotivação para melhorar a relação com o irmão, bem como a uma desesperança quanto à possibilidade de melhora. Ao não buscar ajuda, isso pode evoluir para um verdadeiro transtorno depressivo maior.

## Infância
Quando os irmãos enfrentam uma ruptura ou um distanciamento substancial em sua relação durante os anos formativos, isso é denominado estranhamento entre irmãos na infância. Diversos fatores, incluindo diferenças de personalidade, ciúmes, rivalidade entre irmãos, favoritismo dos pais ou conflitos familiares, podem contribuir para isso. A alienação entre irmãos na infância pode ter um impacto duradouro no desenvolvimento emocional e nas relações futuras, causando sentimentos de solidão, rejeição e baixa autoestima, o que dificulta o estabelecimento de vínculos íntimos com outras pessoas. Este estudo sugere que conflitos familiares causados por fatores como o rematrimônio dos pais, o divórcio e relações com irmãos por afinidade foram associados a graus mais elevados de estranhamento entre irmãos na infância.

## Adolescência
O estranhamento entre irmãos ocorre com frequência durante a adolescência, com 15% a 20% dos irmãos, segundo relatos, experienciando um estranhamento severo nessa fase de desenvolvimento. À medida que os adolescentes exploram suas próprias identidades e relações com colegas e pais, estudos sugerem que as relações entre irmãos nessa fase são frequentemente marcadas tanto pela proximidade quanto pelo conflito. A qualidade da relação entre irmãos durante a adolescência pode impactar o ajustamento psicológico dos irmãos e suas relações na vida adulta.

### Causas
Existem fatores que podem resultar em estranhamento entre irmãos durante a puberdade. Por exemplo, a competição entre irmãos pode causar estranhamento, pois eles se sentem frustrados ou com ciúmes dos sucessos ou da atenção parental concedida ao outro. A falta de comunicação e empatia entre irmãos pode decorrer de diferenças de personalidade, preferências ou disparidades de valores. A parcialidade dos pais agrava o vínculo entre os irmãos.
Conflitos, particularmente discussões ou brigas, prejudicam permanentemente as relações entre irmãos. Questões não resolvidas durante a adolescência têm sido associadas a um estranhamento a longo prazo, pois os irmãos tendem a reter sentimentos e memórias negativas. O divórcio dos pais, o rematrimônio ou eventos importantes da vida, como mudança ou doença, podem potencialmente perturbar o vínculo entre irmãos e levar ao estranhamento.

## Idade adulta
O estranhamento entre irmãos na idade adulta é causado por uma variedade de fatores, incluindo questões originadas na infância, como rivalidade e favoritismo parental. Essas causas também podem levar a uma forma anterior de estranhamento na infância e/ou a sentimentos desfavoráveis e negativos entre irmãos que se acumulam ao longo da juventude, resultando em alienação após atingirem a idade adulta.
Durante a idade adulta, o estranhamento entre irmãos parece ser um fenômeno mais temporário. Episódios isolados de estranhamento podem ocorrer, enquanto episódios múltiplos são mais raros. A vulnerabilidade das relações entre irmãos tende a aumentar com o tempo, sendo que indivíduos mais velhos relatam estar afastados de seus irmãos com mais frequência do que os mais jovens. O estranhamento entre irmãos pode ser visto como um mecanismo de enfrentamento saudável para situações familiares, permitindo a reconciliação das relações entre irmãos.